# Паломництво

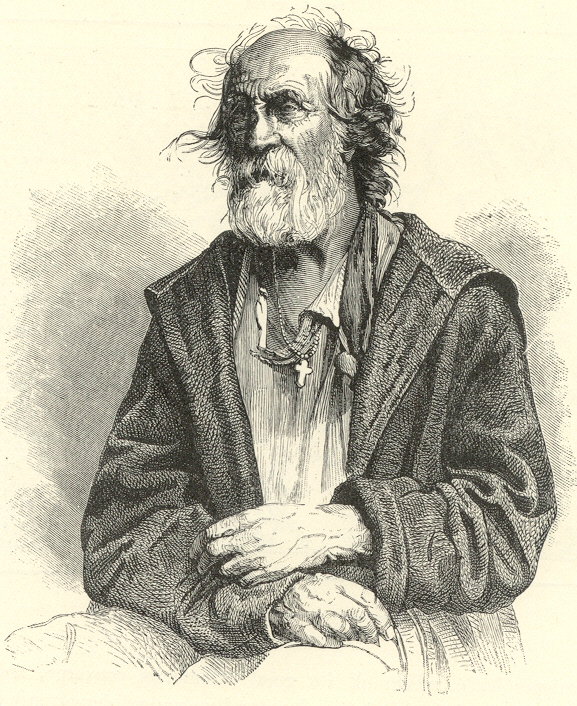
Прочанин до св. місць Києва, 1870-ті рр. Ілюстрація до книги «Земля і люди. Загальна географія» (т.5), Жан Жак Елізе Реклю, 1880

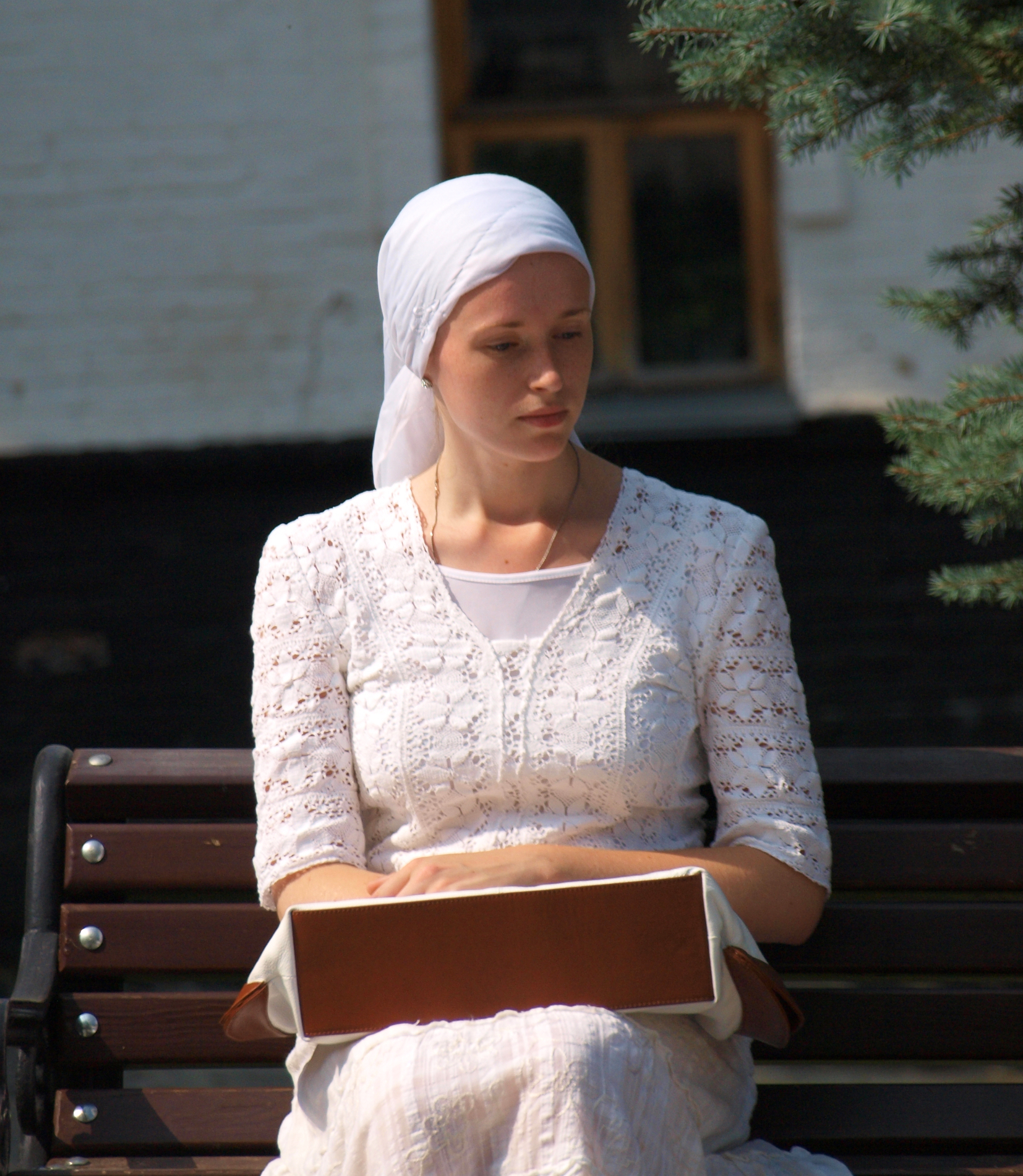
Сучасна православна прочанка, Києво-Печерська лавра, 2011 рік

Пало́мництво, або про́ща — мандрування вірян до святих місць (наприклад, у християн — до Єрусалиму, у мусульман — до Мекки й Медини тощо).

## Етимологія
Термін «паломництво», «паломник» як вважають філологи, походить від слова «пальма» (від лат. palma) — «пальма», «пальмова гілка» — гілки цього дерева (слугували їм у дорозі парасолями) привозили перші християни-паломники, які побували на Святій Землі під час свята «Вхід Господній в Єрусалим», адже під час тріумфального входу Ісуса Христа в Єрусалим віряни усипали Його шлях гілками пальми. В Україні та Росії це свято отримало найменування «Вербна неділя».
Надалі «паломниками» (або прочанами) стали називати й тих релігійних мандрівників, які не залишали меж своєї країни. Слов'янське слово аналогічне лат. palmarius, palmatus («паломник»), утвореному від palma..
Слово прочанин пов'язане з [про́чка] «чужина; виселення», пріч «геть», і семантично зближене з про́ща «паломництво, богомілля».

## Історія
Традиції паломництва йдуть корінням в глибоку стародавність. В Індії люди з давніх часів здійснювали поїздки у святі місця, наповнені енергією того чи іншого божества.
У Стародавній Греції паломники з різних куточків країни приїжджали в Дельфи до віщунки Піфії, що жила в храмі, для отримання прогнозів. В Середні століття паломництво отримало широке поширення. Мандри пілігримів в Палестину почалися вже в III ст. н. е. При імператорі Костянтині були зведені храми в Єрусалимі, наприклад Храм Гробу Господнього.
В XV ст. для паломників з Європи були розроблені спеціальні маршрути, або «дорожники», від берегів Рони до річки Йордан. Однак, найперші путівники для паломників, або «ітинерарії», були написані грецькою мовою у Візантії ще в VIII ст. Найпопулярнішим серед пілігримів був ітинерарій «Коротке сказання про міста та країни від Антіохії до Єрусалиму, а також Сирії, Фінікії і про святих місцях Палестини», який написав візантієць Йоан Фока в XII ст.
Хрестові походи закріпили традицію паломництва на Святу землю. 
Видатним мандрівником та автором першого вітчизняного популярного травелогу був Василь Григорович-Барський.
За даними СОТ, щорічно у світі здійснюють паломництво понад 200 млн осіб.

## Сучасність
На території України є величезна кількість релігійних споруд, які вирізняються історико-культурною та сакрально-мистецькою привабливістю. Сакральні об'єкти можна відвідувати протягом цілого року незалежно від погодних умов, віросповідання, політичних амбіцій тощо.
Релігійний туризм, як науковий напрям, потребує теоретичного підґрунтя, розробки методичної бази. Практично вже назріли потреби видання картографічної та сувенірної продукції, буклетів, спеціалізованої літератури про сакральні об'єкти для туристів. Власне тому формування методологічних основ релігійного туризму є актуальними[джерело?].
Про сакральну географію чи географію релігії почали говорити у 90-х роках XX ст. у зв'язку з демократичними змінами в країні: отриманням громадянами свободи слова і зняттям табу з релігійної діяльності. Водночас з огляду на підвищення рівня релігійної свідомості населення, що виражається у дедалі більшій кількості людей, які відвідують сакральні об'єкти, є потреба організації релігійно-туристичної (чи сакрально-туристичної) діяльності. Релігійний туризм на сучасному етапі переживає становлення, і науковці, зокрема А. Ковальчук, зазначають про невеликий доробок науково-теоретичної бази релігійного туризму та паломництва в Україні, необхідність її формування географами і релігієзнавцями, потребу розробки понятійно-термінологічного апарату тощо.
Паломництво в Україні є вагомим явищем у сфері релігійної культури та духовного розвитку суспільства. Його значення полягає у збереженні історичної спадщини, релігійних традицій та формуванні міжконфесійного діалогу. Україна володіє численними духовними центрами, які щорічно відвідують тисячі паломників, що підкреслює її унікальну роль у християнському світі.

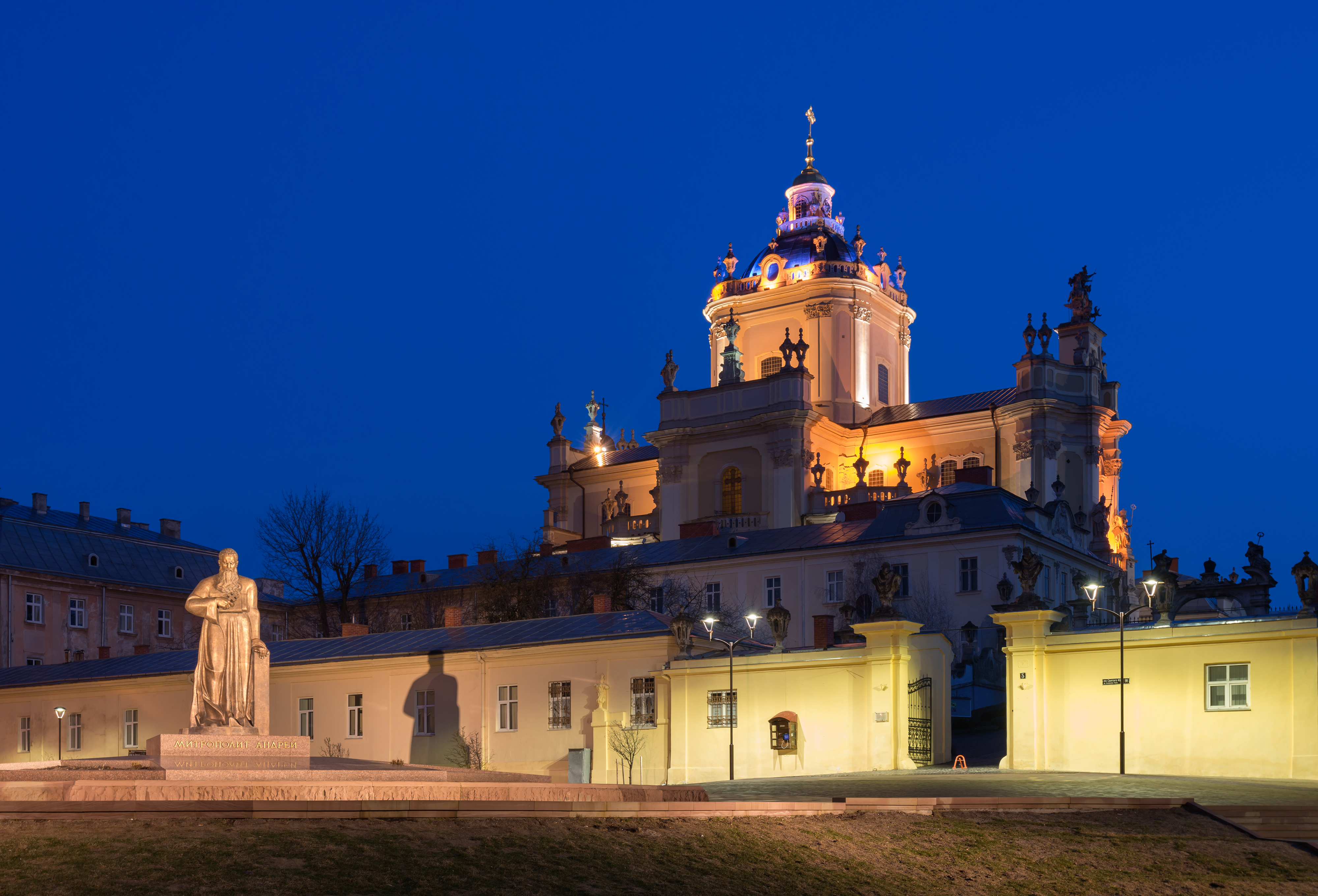
Собор Святого Юри

Одним із провідних паломницьких об’єктів є Києво-Печерська лавра, заснована в XI столітті. Цей монастир є не лише важливою релігійною святинею, а й об’єктом Світової спадщини ЮНЕСКО, що підтверджує його глобальне культурне значення. Почаївська лавра в Тернопільській області привертає увагу віруючих завдяки чудотворній іконі Божої Матері, а Святогірська лавра на Донеччині має історико-культурну цінність і виступає місцем для духовного оновлення. Греко-католицькі паломницькі об’єкти включають Зарваницький духовний центр, де, за переказами, сталося явлення Пресвятої Богородиці, а також Собор Святого Юра у Львові, який є центральною святинею Української Греко-Католицької Церкви. Манявський скит на Івано-Франківщині вирізняється своєю атмосферою усамітнення, що сприяє молитві та самозаглибленню. Свято-Миколаївський монастир у Мукачеві приваблює паломників завдяки збереженню чудотворної ікони святого Миколая Чудотворця.
Організацією паломництва в Україні займаються спеціалізовані паломницькі центри, такі як Паломницький Центр при Відділі зовнішніх церковних зв’язків Української Православної Церкви. Ці установи забезпечують координацію поїздок, духовний супровід і створення умов для комфортного відвідування святинь.Паломництво в Україні відіграє ключову роль у формуванні релігійної свідомості, популяризації національної культурної спадщини та зміцненні духовних традицій. Його значення полягає не лише у задоволенні духовних потреб вірян, а й у сприянні збереженню міжконфесійної гармонії та культурної єдності.
У світі виділяються декілька головних макрорегіонів паломництва:
1. Християнська Європа, яка є головним світовим регіоном паломництва;
2. Північна Америка з домінуванням християнства та численними іншими релігіями;
3. Латинська Америка, де переважає християнство і поширені місцеві традиційні релігії;
4. Північна Африка, де переважає іслам;
5. Західна та Східна Африка, де панує іслам та присутні окремі центри християнства і традиційних місцевих релігій;
6. Західна Азія з домінуванням ісламу й анклавами християнства та юдаїзму;
7. Південна Азія, де отримали поширення індуїзм і буддизм, а також окремі центри християнства, джайнізму, сикхізму та ісламу;
8. Південно-Східна Азія, де переважає буддизм та сформувалися значні осередки ісламу, християнства й анклави індуїзму;
9. Східна Азія з панівними буддизмом, конфуціанством, синтоїзмом та окремим осередками ісламу і християнства;
10. Центральна і Середня Азія з домінуванням буддизму та ісламу.

Духовне паломництво, із філософської постмодерністської точки зору, протиставляється класичній формі наративу, яку передбачено у слові «дорога», що має початок, середину та кінець. Паломництво не має ні визначеного початку, ні визначеного кінця. Воно розпочинається у «середині речей», вказуючи на зв'язки з минулим та майбутнім.
Заохочення паломництва в Україні здійснюють церкви. Багато вірян мріють відвідати священні місця:
- Тарноруда;
- Єрусалим;
- Ватикан;
- Люрд;
- Гошівський монастир;
- Страдч;
- Зарваницький духовний центр;
- Вишгородський духовний центр;
- Почаївська лавра;
- Унівська лавра;
- Меджугор'є.
- Києво-Печерську лавру;
- Святогірську лавру та інші

## Паломницька галузь
Паломницька галузь (індустрія) дозволяє задовольняти духовно-суспільні потреби населення та є ефективною в економічному плані. Розвиток паломництва досягається через:
- стимулювання підприємницької активності в цій сфері;
- залучення інвестицій;
- забезпечення належного рівня розвитку соціальної та інженерної інфраструктур паломницьких місць;
- підготовку кадрів;
- екологічну безпеку;
- створення належних умов для паломників;
- забезпечення високого комфорту проживання корінних жителів регіону.

Розвиток паломницької галузі дозволяє:
- розширювати зайнятість населення;
- реалізовувати соціальні потреби держави на оздоровлення і відпочинок населення;
- надавати економічні вигоди на рівні територій.

## Джерело
- Короткий енциклопедичний словник з культури. — К. : Україна, 2003. — ISBN 966-524-105-2.
- Ших Ю. А., Огірко І. В. Віртуальне паломництво — інтернет технології для задоволення духовних потреб. Поліграфія і видавнича справа. Львів. УАД. № 2 (58). 2012. с.77-81.